# Katajskij rajon
Il Katajskij rajon (in russo Катайский район?) è un rajon dell'Oblast' di Kurgan, nel Bassopiano della Siberia occidentale.